# Havercysteaaltje
Het havercysteaaltje (Heterodera avenae) is een plantenparasitair aaltje dat bij onvoldoende vruchtwisseling haver, gerst, gewone tarwe en rogge kan aantasten. Graangewassen aangetast door het havercycteaaltje zijn vatbaarder voor rhizoctoniawortelrot. Er bestaan veel pathotypen van het havercysteaaltje. In het verleden was dit aaltje vooral schadelijk voor haver. Ook zomertarwe kan schade ondervinden, terwijl wintertarwe er weinig last van heeft. 

## Levenscyclus
Het havercysteaaltje vertoont seksueel dimorfisme. Het vrouwtje is afgerond en wit en 680 x 930 µm groot. Het mannetje is wormvormig en transparant en 40 x 1300 µm groot. De eieren zijn ovaal en de wormvormige larven vervellen vier keer. De L2-larven zijn mobiel en kunnen afstanden afleggen tot dertig centimeter, op zoek naar wortels van geschikte gastheersoorten. Hier ontwikkelen ze zich, groeien uit tot sedentaire, flesvormige L3-larven en afgeronde L4-larven. Deze ontwikkelen zich vervolgens tot vrouwtjes of mannetjes, waarna er een paring plaatsvindt.  Het grootste deel van de honderden eieren die het vrouwtje in haar lichaam produceert blijven in haar lichaam zitten. Ze verandert in een bruine cyst aan het einde van het groeiseizoen van de plant, terwijl haar cuticula hard wordt en haar inwendige delen afsterven. De larven kunnen enkele jaren in cryptobiose in deze cyst blijven totdat geschikte waardplanten beschikbaar komen. De cysten kunnen in moeilijke omstandigheden overleven en kunnen in de bodem worden verspreid door bijvoorbeeld landbouwmachines, dieren, wind, stofstormen.

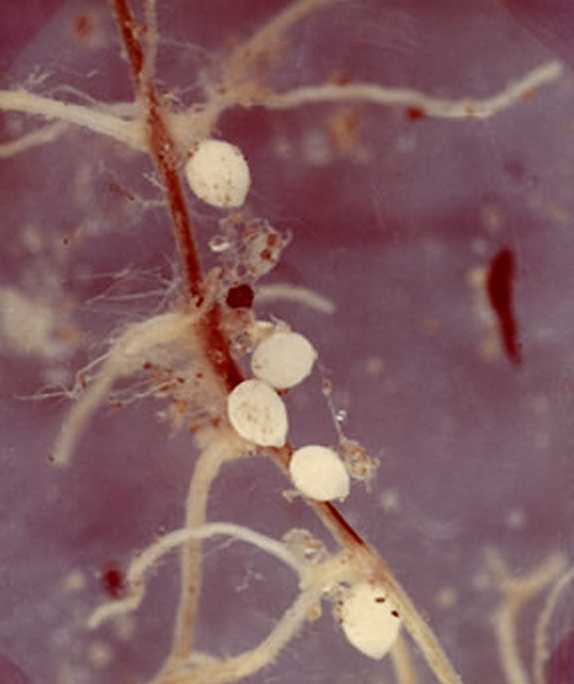
Cysten